# Karhujupukka (kulle i Tornedalen)
Karhujupukka är en kulle i Finland.   Den ligger i den ekonomiska regionen  Tornedalens ekonomiska region  och landskapet Lappland, i den norra delen av landet, 700 km norr om huvudstaden Helsingfors. Toppen på Karhujupukka är 263 meter över havet.
Terrängen runt Karhujupukka är huvudsakligen platt. Karhujupukka är den högsta punkten i trakten. Runt Karhujupukka är det mycket glesbefolkat, med 2 invånare per kvadratkilometer.